# Peter O’Malley
Peter O’Malley (* 23. Juni 1965 in Bathurst, New South Wales) ist ein australischer Profigolfer der European Tour und der PGA Tour of Australasia.

## Werdegang
Er gewann 1986 die Australian Junior Championship und die New Zealand Amateur Championship und wurde im darauf folgenden Jahr Berufsgolfer.
O’Malley hat einige Siege auf der PGA Tour of Australasia zu verzeichnen, spielt aber die meiste Zeit auf der European Tour. In seinem ersten Event der europäischen Turnierserie, den angesehenen Dubai Desert Classic 1989, belegte er den zweiten Platz und hat bislang drei Titel gewonnen. Seit damals konnte O’Malley noch jede Saison – meistens deutlich – unter den Top 100 der European Tour Order of Merit beschließen, wobei er 1995 sein bestes Ranking, mit einem 10. Platz, erreichte. 
Seine große Stärke ist die Genauigkeit seiner Abschläge, was seine Führungsposition im Bereich driving accuracy in den Jahren 2001 und 2002 unterstreicht.
Peter O’Malley ist seit 1994 mit seiner Frau Jill verheiratet. Die beiden haben zwei Kinder und Wohnsitze in Sydney und im englischen Sunningdale.

## Turniersiege

### PGA Tour of Australasia
- 1995 New Zealand Open
- 1998 Canon Challenge (Australien)
- 2002 Holden Clearwater Classic (Australien)
- 2005 ING New Zealand PGA Championship

### European Tour
- 1992 Scottish Open
- 1995 Benson and Hedges International Open
- 2001 English Open

## Teilnahmen an Teambewerben
- Alfred Dunhill Cup: 1999, 2000
- World Cup: 1992, 1998, 2000